# Sygnały dawane przez drużynę pociągową
Sygnały dawane przez drużynę pociągową (Rp) – sygnały dawane przez maszynistę lokomotywy oraz przy wyprawianiu pociągów przez drużynę trakcyjną przy pomocy gwizdawki, syreny, chorągiewki, ręką, latarką ręczną, gwizdawką ustną, spłonkami lub ustnie.

## Sygnały dawane gwizdawką lub syreną pojazdu kolejowego
- Baczność  (Rp 1) – jeden długi ton gwizdawką lub syreną lokomotywy. Sygnał Rp 1 Baczność maszynista daje w przypadku zatrzymania pociągu przed semaforem zabraniającym jazdy; na wezwanie kierownika pociągu przed odjazdem pociągu zatrzymanego na szlaku; przed ruszeniem pociągu roboczego podczas pracy dla ostrzeżenia robotników; przed wskaźnikami nakazującymi nadanie tego sygnału – W 6, W 6a, W 7; przed każdym ruszeniem lokomotywy w lokomotywowni i przed wjazdem na obrotnicę; dla ostrzeżenia osób znajdujących się na torach lub zbyt blisko toru; we wszystkich przypadkach, kiedy zachodzi potrzeba zwrócenia uwagi drużyny pociągowej oraz służby na szlaku i na stacjach; przed każdym ruszeniem z miejsca pociągu towarowego z ludźmi. Na lokomotywach zaopatrzonych w dzwon, maszynista używa zamiast syreny – dzwonu.

- Hamować średnio  (Rp 4) – jeden krótki ton gwizdawką lub syreną lokomotywy. Stosowane do uregulowania szybkości jazdy pociągu.
- Hamować  (Rp 5) – trzy długie szybko po sobie następujące tony gwizdawką lub syreną lokomotywy. Stosowane do zatrzymania pociągu.
- Odhamować średnio  (Rp 6) – jeden długi i jeden krótki ton gwizdawką lub syreną lokomotywy. Stosowane do uregulowania szybkości jazdy pociągu.
- Odhamować  (Rp 7) – dwa długie tony gwizdawką lub syreną lokomotywy.
- Rozpocząć popychanie  (Rp 8) – dwa krótkie tony gwizdawką lub syreną lokomotywy ciągnącej.
- Przerwać popychanie, pozostać przy pociągu  (Rp 9) – jeden krótki i jeden długi ton gwizdawką lub syreną lokomotywy ciągnącej.
- Dalsze popychanie nie jest potrzebne, odjechać od pociągu  (Rp 10) – cztery krótkie tony gwizdawką lub syreną lokomotywy ciągnącej.

## Sygnały dawane przez drużynę konduktorską (przy wyprawianiu pociągu)
- Wsiadać!  (Rp 11) – jeden długi ton gwizdawką ustną.
- Gotów do odjazdu (Rp 12) – podniesienie ręki, chorągiewki sygnałowej, nocą: latarki z białym światłem. Dodatkowo możliwe jest podanie słownego komunikatu, także przez radiowęzeł.
- Odjazd pociągów pasażerskich (Rp 14) – ręka podniesiona do góry przez kierownika pociągu (lub konduktora znajdującego się najbliżej lokomotywy), zwróconego w kierunku maszynisty, nocą: podniesienie do góry białej latarki z białym światłem w kierunku maszynisty przez kierownika pociągu (lub konduktora znajdującego się najbliżej lokomotywy). Dodatkowo głośno wypowiedziane słowo „Odjazd” lub komunikat przez radiotelefon[a].

### Reguły przy dawaniu sygnałów odprawy pociągów pasażerskich
• Na stacjach, na których wymagany jest sygnał Rd 1 Nakaz jazdy lub wyjazd pociągu odbywa się z toru nieposiadającego semafora wyjazdowego - o wskazanej godzinie i po udzieleniu zezwolenia na wyjazd przez dyżurnego ruchu, konduktorzy podają sygnał Rp 11 Wsiadać. Następnie po upewnieniu się, że nie ma przeszkód do odjazdu pociągu, konduktorzy podają kolejno od najdalszego konduktora w kierunku kierownika pociągu sygnał Rp 12 Gotów do odjazdu. Kierownik po otrzymaniu tego sygnału od najbliższego konduktora podaje w kierunku maszynisty sygnał Rp 14 Odjazd pociągów pasażerskich. Jeżeli kierownik znajduje się na końcu lub w środku pociągu sygnał Rp 14 Odjazd pociągów pasażerskich podany przez kierownika pociągu konduktorzy powtarzają kolejno w kierunku maszynisty.
• Na stacjach, na których nie jest wymagany sygnał Rd 1 Nakaz jazdy i odjazd pociągu odbywa się na podstawie zezwolenia podanego na semaforze wyjazdowym przez dyżurnego ruchu - o wskazanej godzinie i po udzieleniu zezwolenia przez dyżurnego ruchu, kierownik pociągu podaje w kierunku konduktorów sygnał Rp 12 Gotów do odjazdu, następnie konduktorzy podają sygnał Rp 11 Wsiadać. Po upewnieniu się, że nie ma przeszkód do odjazdu, konduktorzy podają kolejno od najdalszego konduktora w kierunku kierownika pociągu sygnał Rp 12 Gotów do odjazdu. Kierownik po otrzymaniu tego sygnału od najbliższego konduktora podaje w kierunku maszynisty sygnał Rp 14 Odjazd pociągów pasażerskich. Jeżeli kierownik znajduje się w końcu lub środku pociągu sygnał Rp 14 Odjazd pociągów pasażerskich podany przez kierownika pociągu konduktorzy powtarzają kolejno w kierunku maszynisty.
Jeśli stosowana jest ww. łączność radiowa, wówczas oprócz sygnalizacji przedstawionej poniżej, przez węzeł radiowy podawany jest komunikat słowny, np. „ [numer pociągu] Gotów do odjazdu”. Kierownik składu po odebraniu takiego komunikatu nadaje sygnał odjazdu i komunikat: „[numer pociągu] Od kierownika odjazd”. Maszynista po otrzymaniu tego sygnału rozpoczyna rozruch pociągu.
W przypadku składów pociągów złożonych z elektrycznych zespołów trakcyjnych, gdzie zwykle występuje jednoosobowa drużyna konduktorska, podawany jest wyłącznie sygnał Rp 13  Pociąg nr ... gotów do odjazdu. Po tym sygnale maszynista uruchamia sygnał ostrzegawczy, zamyka drzwi zespołu i rozpoczyna rozruch składu. W początkowym okresie eksploatacji EZT w Polsce sygnał ostrzegawczy uruchamiał nie maszynista, a kierownik pociągu, z pulpitów umieszczonych w przedziale służbowym. Wówczas sygnał ten nie tylko stanowił ostrzeżenie przed zamknięciem drzwi, ale jednocześnie sygnał odjazdu dla maszynisty.
Charakterystyka sygnałów przy odprawie pociągów oraz procedury określają wewnętrzne zarządzenia i przepisy przewoźnika.

## Sygnały historyczne wycofane z użycia
Niniejsze sygnały zostały wycofane i nie są już używane na polskich kolejach.
- Osłonić pociąg (Rp 2) – cztery długie tony gwizdawką lub syreną lokomotywy, powtarzane kilkukrotnie. Sygnał Rp 2 Osłonić pociąg dawał maszynista, gdy zachodziła potrzeba osłonięcia pociągu na szlaku.
- Usunąć osłonę i wrócić do pociągu (Rp 3) – jeden długi, jeden krótki i jeden długi ton gwizdawką lub syreną lokomotywy.
- Odjazd pociągów towarowych, mieszanych i tych pociągów pasażerskich, które mają lokomotywę ciągnącą i popychającą (Rp 13) – dwa długie tony gwizdawką ustną.